# Артеменькино
Артеме́нькино (чув. Иртеменкасси) — село в Вурнарском районе Чувашской Республики. Входит в состав Большеторханского сельского поселения.

## География
Находится в центральной части Чувашии, на расстоянии приблизительно 5 км на север-северо-восток по прямой от районного центра поселка Вурнары у истока речки Сунарка.

## История
Известно с 1858 года как выселок из деревни Большая Абызова (ныне не существует), когда здесь проживал 181 человек. В 1897 году было 286 жителей, в 1906 — 58 дворов и 298 жителей, в 1926 — 79 дворов и 390 жителей. В 1939 было учтено 372 жителя, в 1979 — 164. В 2002 году было 36 дворов, в 2010 — 23 домохозяйства. В 1930 образован колхоз «Победа», в 2010 действовал СХПК «Знамя». Действует Михайловская церковь (1902-40, с 1944).

## Население
Постоянное население составляло 61 человек (чуваши 95 %) в 2002 году, 50 в 2010.